# Lista de seleções participantes na Copa do Mundo FIFA de 1986
A Copa do Mundo FIFA de 1986 foi disputada no México por 24 selecções de futebol.
Cada uma das seleções teve o direito de alistar 22 jogadores. Cada jogador envergou o mesmo número na camisa durante todos os jogos do torneio.